# Beccariophoenix alfredii

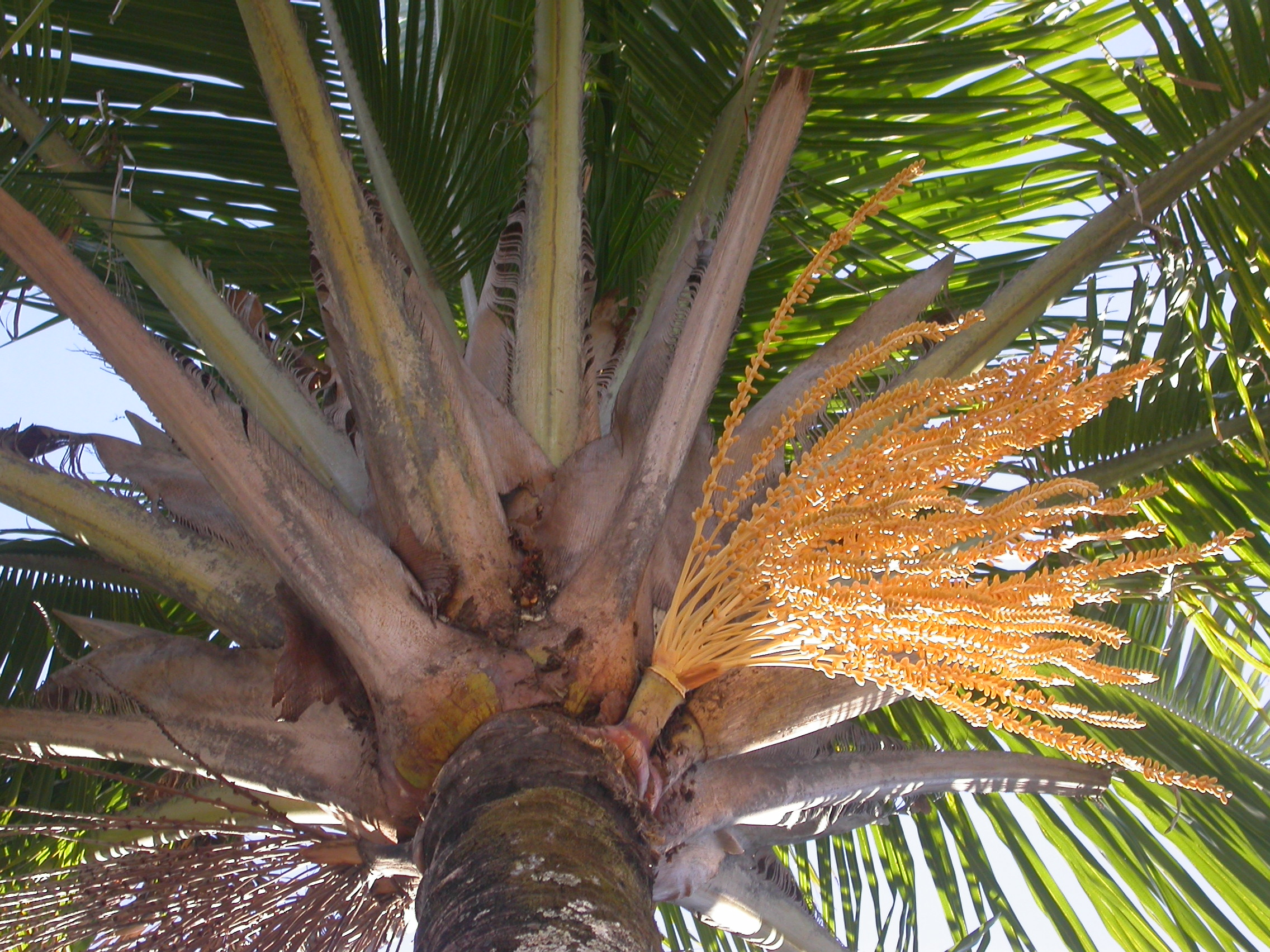
Blattschopf mit Blütenstand

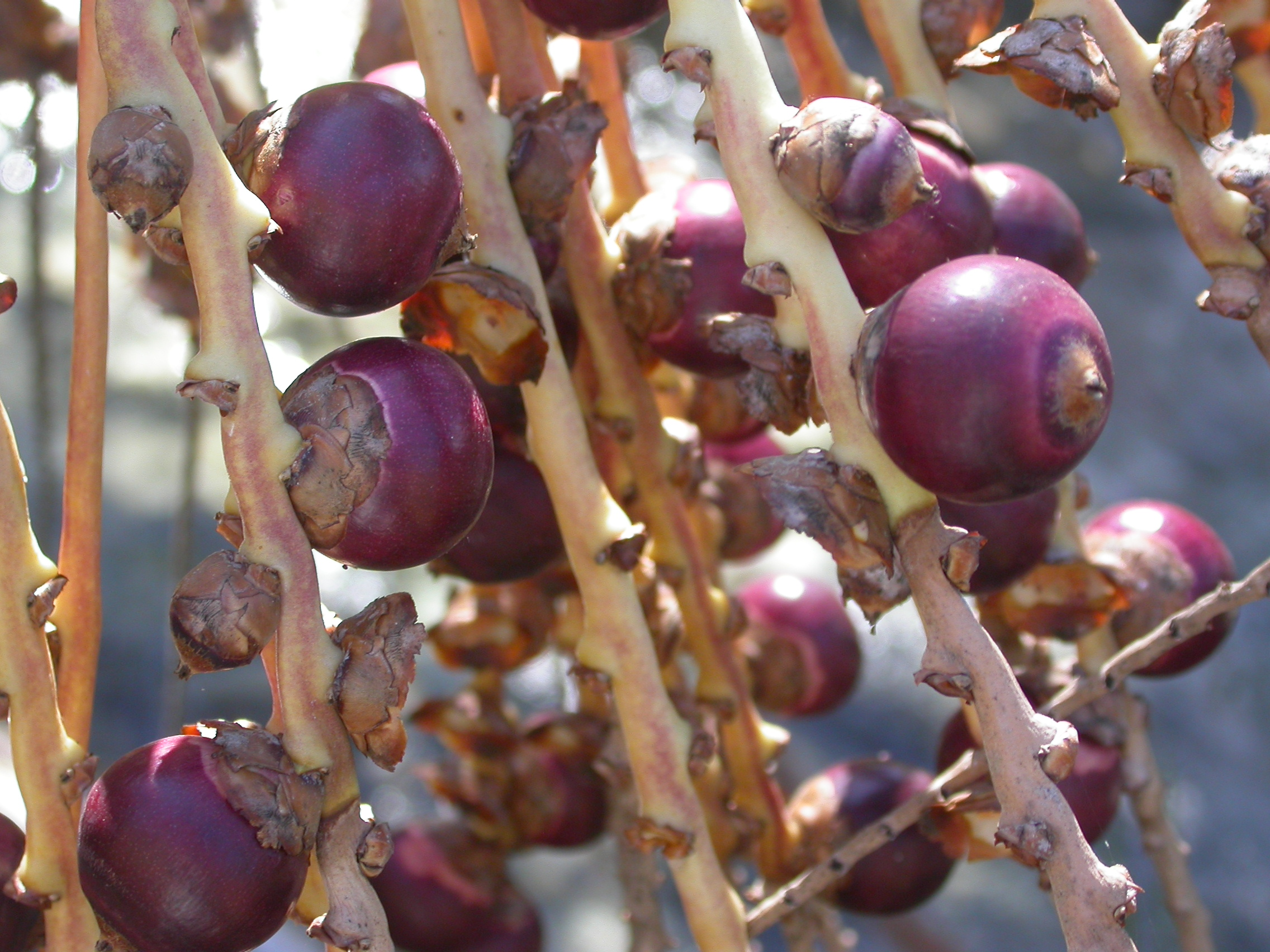
Früchte von Beccariophoenix alfredii

Beccariophoenix alfredii ist eine erst 2007 erstbeschriebene Art der Palmengewächse (Arecaceae), die ausschließlich auf Madagaskar vorkommt. Sie gehört zur Gattung Beccariophoenix.
Beccariophoenix alfredii ist dem Erscheinungsbild der Kokospalme sehr ähnlich; obwohl etwas kälteverträglich, sieht sie wie eine Doppelgängerin der Kokospalme in kühleren Klimazonen aus.

## Beschreibung
Beccariophoenix alfredii erreicht bis zu 15 m Höhe mit einem Stamm von bis zu 30 cm Durchmessern. Der Stamm ist bis auf die ringförmigen Blattnarben glatt und nicht bewehrt. Er trägt 30 bis 36 gefiederte Blätter, die bis 4,5 m lang werden und etwa 120 Paar Fiederblättchen aufweisen. Die Fiederblättchen an der Basis des Blattes sind mit 47 cm Länge und 1 cm Breite am kleinsten, in der Mitte des Blattes erreichen sie 112 cm Länge und 4 cm Breite, an der Spitze des Blattes 65 cm Länge bei 1,8 cm Breite. Während bei jungen Exemplaren die abgestorbenen Blätter noch eine Weile am Stamm haften, lösen sie sich bei älteren Exemplaren rasch ab.
Der Blütenstand steht einzeln zwischen den Blättern. Er wird von einem 90 cm langen ledrigen Vorblatt umhüllt, das längs aufreißt und abfällt; die abgefallenen, vertrocknenden Vorblätter rollen sich auf. Der Blütenstandsstiel ist mit 8 bis 13 cm Länge recht kurz, die Blütenstandsachse ist 8 bis 9 cm lang und trägt 30 bis 50 ährige Teilblütenstände. Die Teilblütenstände sind im unteren Viertel nicht mit Blüten besetzt, im folgenden Viertel mit Dreiergruppen aus einer weiblichen und einer männlichen Blüte besetzt, ab der Mitte mit Zweiergruppen rein männlicher Blüten und im letzten Viertel mit einzelnen männlichen Blüten besetzt. Die Früchte sind bei der Reife schwärzlich purpurn, bei einer Größe von 1,6 × 2,4 cm. Sie enthalten einen einzelnen, abgeflacht-rundlichen Samen.

## Standort und Verbreitung
Beccariophoenix alfredii kommt im Hochland von Madagaskar bei ungefähr 20 Grad Süd vor. Die Palme ist auf einer Höhe von 1050 m anzufinden und wächst entlang sandiger Flussbetten. Der jährliche Niederschlag beträgt weniger als 1500 mm, die Trockenzeit dauert etwa fünf Monate. Die umliegende Vegetation wird hauptsächlich bestimmt von verschiedenen Gräsern, im Gebiet selbst brennt es gelegentlich. Beccariophoenix alfredii bildet Galeriewälder entlang kleiner Wasserläufe und ist innerhalb dieser Wäldchen die dominierende Pflanzenart.

## Systematik und botanische Geschichte
Die Art wurde zum ersten Mal 2002 erwähnt, als Alfred Razafindratsira ein Bild einer Beccariophoenix-Art, das in der Gegend von Andrembesoa aufgenommen wurde, sah. Die bis dahin bekannten Fundorte von Beccariophoenix an der Ostküste Madagaskars liegen weit entfernt und sind ökologisch völlig andersartig. Im Mai 2004 konnte auf einer Expedition in das Hochland Madagaskars die Existenz dieser Population bestätigt werden.
Diese Art unterscheidet sich von Beccariophoenix madagascariensis durch die abgeflachte statt eiförmige Frucht, durch den grünen Blütenstand zwischen den Blättern (anstelle unterhalb), einen Blütenstandsstiel nicht länger als 13 cm (im Unterschied zur Länge von bis zu 120 cm), eine 3–5 mm dicke lederartige Spatha, welches sich aufrollt, nachdem sie abfällt (im Unterschied zu einer verholzten Spatha von 30–40 mm Dicke, welcher sich nicht verformt, wenn sie abfällt) und 15 Staubblättern (im Unterschied zu 18–21). Wegen dieser Unterschiede wurde Beccariophoenix alfredii als neue Art klassifiziert. Die Art Beccariophoenix alfredii wird von Kew anerkannt.

## Kultivierung
Aufgrund ihrer allgemeinen Widerstandsfähigkeit ist Beccariophoenix alfredii ein guter Anwärter zum Auspflanzen in Zentral- und Süd-Florida und -Kalifornien, aber ebenso in Gegenden wie Sydney (Australien), Südspanien, Portugal und dem Norden von Neuseeland. Sie wächst am besten in sandig-lehmigem Substrat, aber sie ist ebenso für viele andere Substrate geeignet. Im Vergleich zu Cocos nucifera wächst sie rasch und ist recht kälteverträglich.